# Frédéric Piquionne
Frédéric Piquionne (Numea, 8 dicembre 1978) è un ex calciatore francese nato in Nuova Caledonia, di ruolo attaccante.

## Carriera

### Club
Nel campionato 2005-2006 quando giocava nel Saint-Étienne assieme a Pascal Feindouno formava una coppia d'attacco molto temibile, infatti nel gennaio 2007 venne acquistato dal Monaco e nell'estate 2008 è passato all'Lione per la cifra di 4,5 milioni di euro.
Il 6 agosto 2009 viene acquistato in prestito, per un anno, dal Portsmouth.
Il 17 luglio 2010 viene ufficializzato il suo acquisto dal West Ham.
Nel 2012 si trasferisce prima in prestito e poi, a titolo definitivo, al Doncaster. Dopo 18 gol in 24 partite di League One, passa nel marzo 2013, da giocatore svincolato, al Portland Timbers, squadra che milita nella Major League Soccer. Dopo due stagioni e mezzo, torna in Francia per giocare con il Créteil.
Nel 2015 viene ceduto agli indiani del Mumbai City.

### Nazionale
Ha giocato per la Nazionale martinicana, con cui ha segnato 18 gol in 30 partite. Nel 2007 ha disputato anche una partita con la Nazionale francese.

## Statistiche

### Presenze e reti nei club
Statistiche aggiornate al 12 maggio 2013.
| Stagione             | Squadra              | Campionato           | Campionato | Campionato | Coppe nazionali | Coppe nazionali | Coppe nazionali | Coppe continentali | Coppe continentali | Coppe continentali | Totale | Totale |
| Stagione             | Squadra              | Comp                 | Pres       | Reti       | Comp            | Pres            | Reti            | Comp               | Pres               | Reti               | Pres   | Reti   |
| -------------------- | -------------------- | -------------------- | ---------- | ---------- | --------------- | --------------- | --------------- | ------------------ | ------------------ | ------------------ | ------ | ------ |
| 2000-2001            | Nimes                | L2                   | 8          | 3          | CF+CdL          | 0+0             | 0+0             | -                  | -                  | -                  | 8      | 3      |
| 2001-2002            | Rennes               | L1                   | 20         | 3          | CF+CdL          | 0+0             | 0+0             | -                  | -                  | -                  | 20     | 3      |
| 2002-2003            | Rennes               | L1                   | 31         | 10         | CF+CdL          | 0+0             | 0+0             | -                  | -                  | -                  | 31     | 10     |
| 2003-2004            | Rennes               | L1                   | 32         | 5          | CF+CdL          | 0+0             | 0+0             | -                  | -                  | -                  | 32     | 5      |
| Totale Rennes        | Totale Rennes        | Totale Rennes        | 83         | 18         |                 | 0               | 0               |                    |                    |                    | 83     | 18     |
| 2004-2005            | Saint-Étienne        | L1                   | 37         | 11         | CF+CdL          | 0+0             | 0+0             | -                  | -                  | -                  | 38     | 11     |
| 2005-2006            | Saint-Étienne        | L1                   | 34         | 6          | CF+CdL          | 0+0             | 0+0             | -                  | -                  | -                  | 34     | 8      |
| 2006-2007            | Saint-Étienne        | L1                   | 18         | 6          | CF+CdL          | 0+0             | 0+0             | -                  | -                  | -                  | 23     | 4      |
| Totale Saint-Etienne | Totale Saint-Etienne | Totale Saint-Etienne | 89         | 23         |                 | 0               | 0               |                    |                    |                    | 89     | 23     |
| gen.-giu 2007        | Monaco               | L1                   | 14         | 5          | CF+CdL          | 0+0             | 0+0             | -                  | -                  | -                  | 14     | 5      |
| 2007-2008            | Monaco               | L1                   | 32         | 7          | CF+CdL          | 0+0             | 0+0             | -                  | -                  | -                  | 32     | 7      |
| Totale Monaco        | Totale Monaco        | Totale Monaco        | 46         | 12         |                 | 0               | 0               |                    |                    |                    | 46     | 12     |
| 2008-2009            | O. Lione             | L1                   | 19         | 2          | CF+CdL          | 3+1             | 1+0             | UCL                | 3                  | 1                  | 26     | 4      |
| 2009-2010            | Portsmouth           | PL                   | 34         | 5          | FACup+CdL       | 7+4             | 3+3             | -                  | -                  | -                  | 45     | 11     |
| 2010-2011            | West Ham             | PL                   | 34         | 6          | FACup+CdL       | 4+3             | 2+1             | -                  | -                  | -                  | 41     | 9      |
| 2011-2012            | West Ham             | FLC                  | 20         | 2          | FACup+CdL       | 0+1             | 0+0             | -                  | -                  | -                  | 21     | 2      |
| Totale West Ham      | Totale West Ham      | Totale West Ham      | 54         | 8          |                 | 8               | 3               |                    |                    |                    | 62     | 11     |
| gen.-giu 2012        | Doncaster            | FLC                  | 8          | 2          | FACup+CdL       | 0+0             | 0+0             | -                  | -                  | -                  | 8      | 2      |
| 2012-2013            | Doncaster            | FL1                  | 24         | 18         | FACup+CdL       | 1+0             | 2+0             | -                  | -                  | -                  | 25     | 20     |
| Totale Doncaster     | Totale Doncaster     | Totale Doncaster     | 32         | 20         |                 | 1               | 2               |                    |                    |                    | 33     | 22     |
| mar.-giu. 2013       | Portland             | MLS                  | 11         | 1          | OC              | 0               | 0               | -                  | -                  | -                  | 11     | 1      |
| 2013                 | Portland             | MLS                  | 32         | 20         | OC              | 2               | 5               | -                  | -                  | -                  | 34     | 25     |
| 2014                 | Portland             | MLS                  | 35         | 18         | OC              | 1               | 3               | -                  | -                  | -                  | 36     | 21     |
| Totale Portland      | Totale Portland      | Totale Portland      | 78         | 39         |                 | 3               | 8               |                    |                    |                    | 81     | 47     |
| 2014-2015            | Créteil              | L2                   | 33         | 12         | CF+CdL          | 0+3             | 0+1             | -                  | -                  | -                  | 36     | 13     |
| Totale carriera      | Totale carriera      | Totale carriera      | 376        | 141        |                 | 30              | 21              |                    | 3                  | 1                  | 409    | 163    |

### Cronologia presenze e reti in nazionale
| Cronologia completa delle presenze e delle reti in nazionale ― Francia | Cronologia completa delle presenze e delle reti in nazionale ― Francia | Cronologia completa delle presenze e delle reti in nazionale ― Francia | Cronologia completa delle presenze e delle reti in nazionale ― Francia | Cronologia completa delle presenze e delle reti in nazionale ― Francia | Cronologia completa delle presenze e delle reti in nazionale ― Francia | Cronologia completa delle presenze e delle reti in nazionale ― Francia | Cronologia completa delle presenze e delle reti in nazionale ― Francia |
| Data                                                                   | Città                                                                  | In casa                                                                | Risultato                                                              | Ospiti                                                                 | Competizione                                                           | Reti                                                                   | Note                                                                   |
| ---------------------------------------------------------------------- | ---------------------------------------------------------------------- | ---------------------------------------------------------------------- | ---------------------------------------------------------------------- | ---------------------------------------------------------------------- | ---------------------------------------------------------------------- | ---------------------------------------------------------------------- | ---------------------------------------------------------------------- |
| 28-3-2007                                                              | Parigi                                                                 | Francia                                                                | 1 – 0                                                                  | Austria                                                                | Amichevole                                                             | -                                                                      | 77’                                                                    |
| Totale                                                                 |                                                                        | Presenze                                                               | 1                                                                      |                                                                        | Reti                                                                   | 0                                                                      |                                                                        |